# آرتور سندرسن و پسران

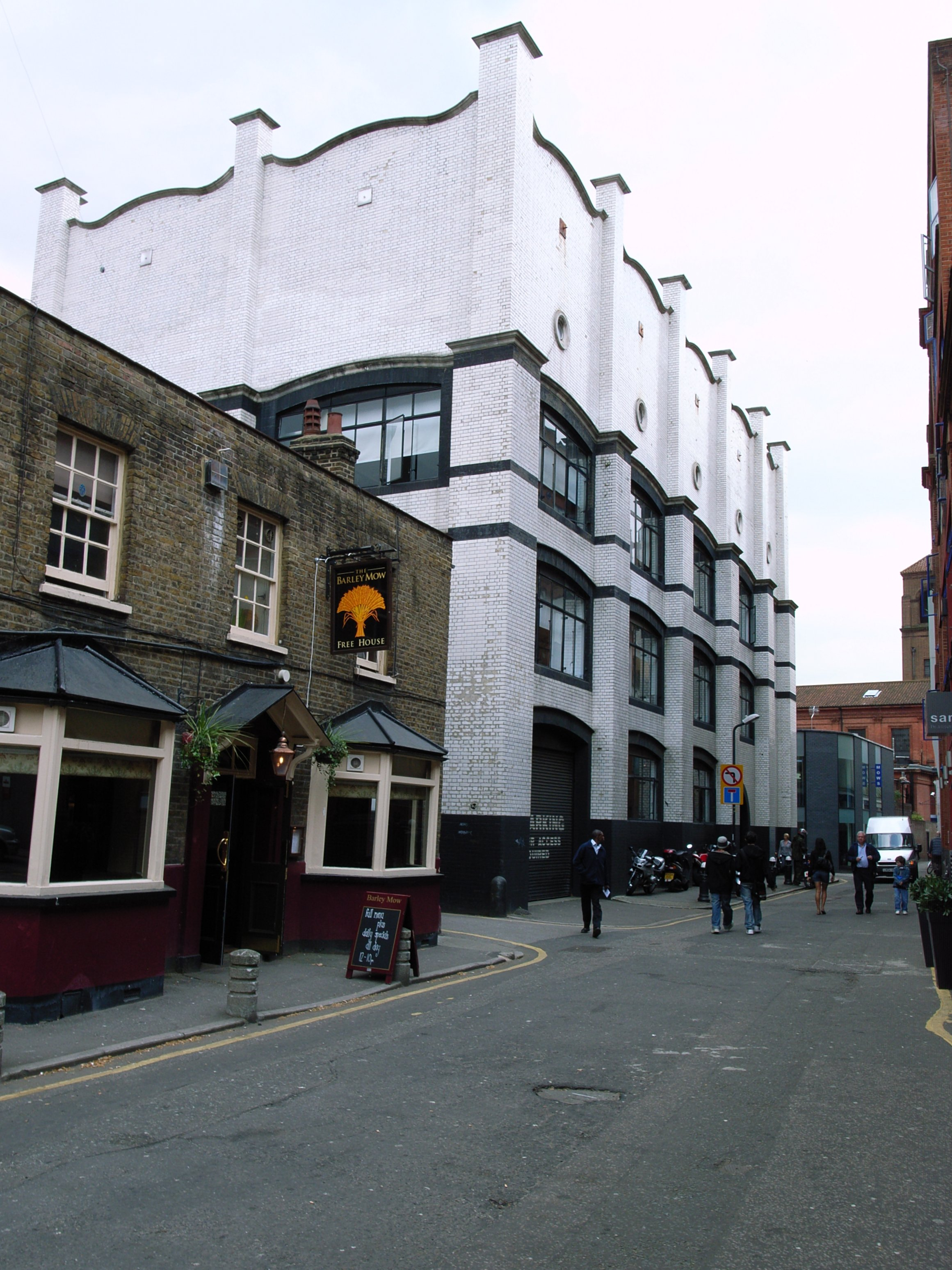
کارخانهٔ سابق کاغذ دیواری سندرسون، خانهٔ وویزی، چیزیک

شرکت آرتور سندرسن و پسران (مسئولیت محدود) (به انگلیسی: Arthur Sanderson & Sons Ltd) اکنون به اختصار با نام سندرسون شناخته می‌شود، یک تولیدکنندۀ پارچه و کاغذ‌ دیواری بریتانیایی است که در سال ۱۸۶۰ میلادی تأسیس شد.

## شرکت

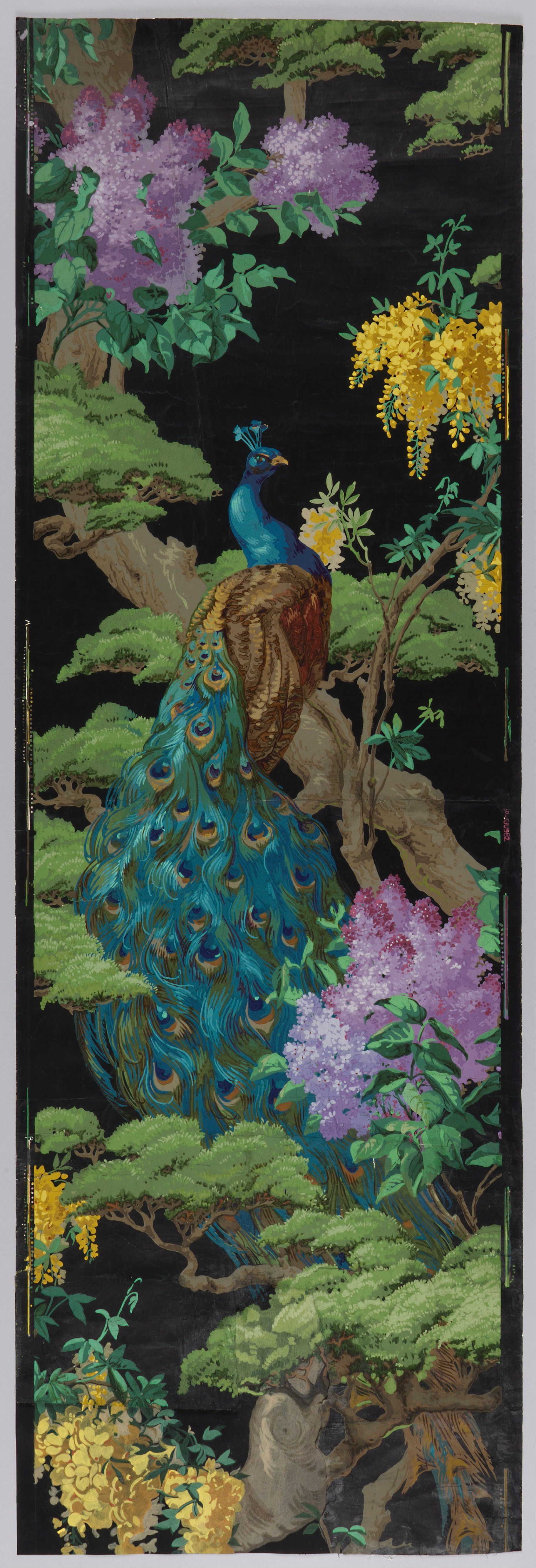
«درخت سرو»، کاغذ دیواری سندرسون، ۱۹۱۰. چاپ-بلوک روی کاغذ-ماشینی

این شرکت در سال ۱۸۶۰ میلادی در ایزلینگتون، لندن، توسط آرتور سندرسون (۱۸۸۲–۱۸۲۹ میلادی)، که با واردات کاغذ دیواری فرانسوی شروع به کار کرد، تأسیس شد. پس از چندین اقدام، سندرسون در سال ۱۸۷۹ میلادی کارخانه‌ای برای خود در چیزیک تأسیس کرد. گسترش کارخانۀ قدیمی توسط چارلز وویزی در سال ۱۹۰۲ میلادی طراحی و اجرا شد و اکنون یک بنای ثبت‌شدۀ درجهٔ دوم* به نام خانۀ وویزی است. کارخانهٔ قدیمی چیزیک، روبه‌روی خانۀ وویزی، در سال ۱۹۲۸ میلادی در آتش سوخت و اکنون به عنوان دفتر مورد استفاده قرار می‌گیرد.
پس از مرگ آرتور سندرسون، این تجارت توسط سه پسرش، جان، آرتور بنگاف و هارولد تصاحب شد. در سال ۱۹۱۹ میلادی، سندرسون و پسران یک کارخانۀ جدید در اوکسبریج برای تولید پارچه افتتاح کردند. در سال ۱۹۲۴ میلادی، آرتور بنگاف سندرسون حکم سلطنتی را به عنوان «تأمین‌کنندۀ کاغذ دیواری و رنگ به پادشاه جورج پنجم» دریافت کرد.
بلوک‌های اصلی طرح‌های کاغذ دیواری ویلیام موریس در خرید جفری و شرکت گنجانده شد. هنگامی که موریس و شرکت در سال ۱۹۴۰ میلادی منحل شد، سندرسون و پسران تجارت کاغذ دیواری و حقوق استفاده از نام موریس را خریداری کردند. امروزه، آن بایگانی‌ها توسط شرکت مادر، گروه طراحی سندرسون نگهداری می‌شود که در سال ۲۰۰۳ میلادی سندرسون را به همراه موریس و شرکت و دیگر برندهای تاریخی خریداری کرد. این مجموعه در دنهام، باکینگهام‌شایر نگهداری می‌شود و به‌ طور مرتب توسط طراحان فعلی استفاده می‌شود، اگرچه در معرض دید عموم قرار ندارد.